# Olszewo-Borki (gmina)
Olszewo-Borki – gmina wiejska w województwie mazowieckim, w powiecie ostrołęckim. W latach 1975–1998 gmina położona była w województwie ostrołęckim.
Siedziba gminy to Olszewo-Borki.
Według danych z 30 czerwca 2004 gminę zamieszkiwały 9273 osoby.

## Struktura powierzchni
Według danych z roku 2002 gmina Olszewo-Borki ma obszar 195,75 km², w tym:
- użytki rolne: 50%
- użytki leśne: 43%

Gmina stanowi 9,32% powierzchni powiatu.

## Poczet wójtów
III Rzeczpospolita

- I kadencja (1990-1994) - Wiesław Opęchowski
- II kadencja (1994-1998) - Wiesław Opęchowski
- III kadencja (1998-2002) - Wiesław Opęchowski
- IV kadencja (2002-2006) - Wiesław Opęchowski
- V kadencja (2006-2010) - Krzysztof Szewczyk
- VI kadencja (2010-2014) - Krzysztof Szewczyk
- VII kadencja (2014-2018) - Krzysztof Szewczyk
- VIII kadencja (2018-2024) - Aneta Larent
- IX kadencja   (2024-) - Krzysztof Grala

## Demografia

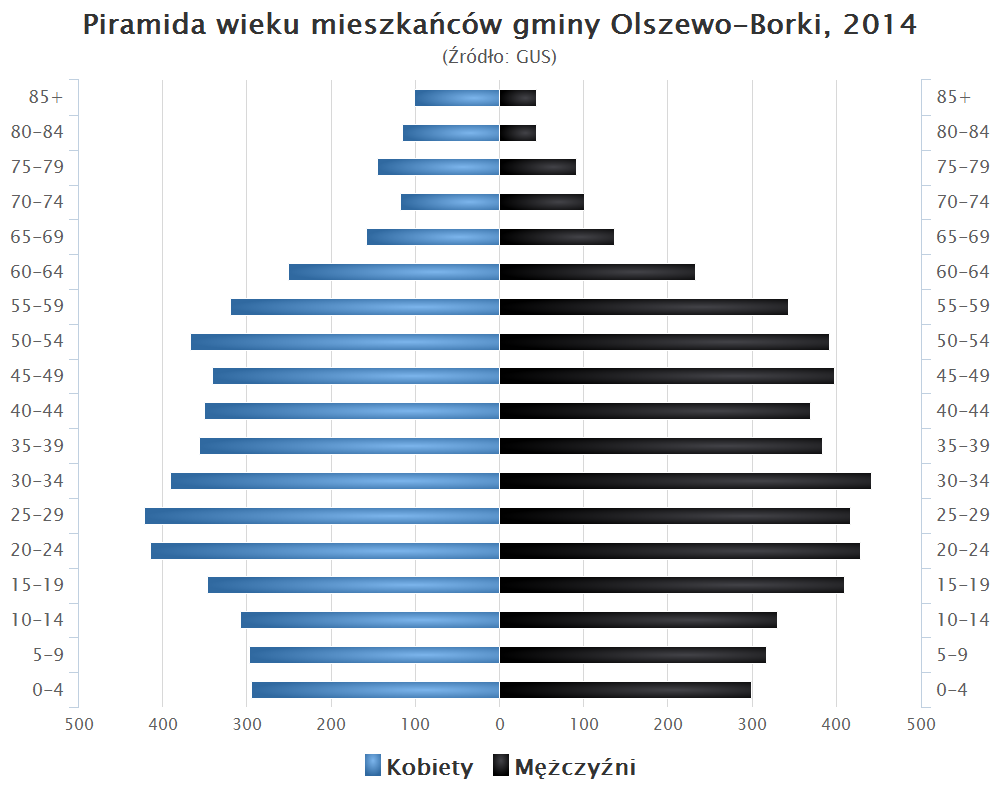
Piramida wieku mieszkańców gminy Olszewo-Borki w 2014 roku

Dane z 30 czerwca 2004:
| Opis                              | Ogółem | Ogółem | Kobiety | Kobiety | Mężczyźni | Mężczyźni |
| --------------------------------- | ------ | ------ | ------- | ------- | --------- | --------- |
| jednostka                         | osób   | %      | osób    | %       | osób      | %         |
| populacja                         | 9273   | 100    | 4545    | 49      | 4728      | 51        |
| gęstość zaludnienia (mieszk./km²) | 47,4   | 47,4   | 23,2    | 23,2    | 24,2      | 24,2      |

## Sołectwa
Antonie, Białobrzeg Bliższy, Białobrzeg Dalszy, Chojniki, Dobrołęka, Drężewo, Działyń, Grabnik, Grabowo, Grabówek, Kordowo, Kruki, Łazy, Mostowo, Mostówek, Nakły, Nowa Wieś, Nożewo, Olszewo-Borki, Przystań, Rataje, Rżaniec, Stepna-Michałki, Stepna Stara, Wyszel, Zabiele-Piliki, Zabiele Wielkie, Zabrodzie, Żebry-Chudek, Żebry-Ostrowy (Żebry-Ostrowy I, Żebry-Ostrowy II), Żebry-Perosy, Żebry-Sławki, Żebry-Stara Wieś, Żebry-Wierzchlas, Żebry-Żabin, Żerań Duży, Żerań Mały
Pozostałe miejscowości podstawowe to wsie  Siarki i Skrzypek oraz osady leśne   
Przyłaje, Przystań (osada leśna), Wojska Biel, 
Zabiele Wielkie (osada leśna) i Zambrzycha.

## Sąsiednie gminy
Baranowo, Krasnosielc, Lelis, Młynarze, Ostrołęka, Rzekuń, Sypniewo